# Ionuț
Ionuț ist ein männlicher Vorname und eine rumänische Variante des Namens Ioan.

## Namensträger
- Ionuț Cazan (* 1981), rumänischer Fußballspieler
- Ionuț Gălițeanu (* 1979), rumänischer Skibergsteiger
- Ionuț Gheorghe (* 1984), rumänischer Boxer
- Ionuț Mazilu (* 1982), rumänischer Fußballspieler
- Ionuț Neagu (* 1989), rumänischer Fußballspieler
- Ionuț Panait (* 1981), rumänischer Ringer
- Ionuț Rada (* 1982), rumänischer Fußballspieler
- Ionuț Țăran (* 1987), rumänischer Rennrodler